# Боровое (Шептицкий район)
Борово́е (укр. Борове) — село в Великомостовской городской общине Шептицкого района Львовской области Украины.
Население по переписи 2001 года составляло 464 человека. Занимает площадь 1,29 км². Почтовый индекс — 80075. Телефонный код — 3257.